# Valbo
För andra betydelser, se Valbo (olika betydelser).
Valbo är en ort och utbredd bebyggelse i Valbo distrikt (Valbo socken) i Gävle kommun i Gästrikland. Bebyggelsen ingår sedan 2023 helt i tätorten Gävle. Innan dess utgjorde den västra delen en separat tätort med namnet Valbo.

## Befolkningsutveckling
| Befolkningsutvecklingen i Valbo 1960–2020 | Befolkningsutvecklingen i Valbo 1960–2020 | Befolkningsutvecklingen i Valbo 1960–2020 | Befolkningsutvecklingen i Valbo 1960–2020 | Befolkningsutvecklingen i Valbo 1960–2020 |
| --- | ----------------------------------------- | ----------------------------------------- | ----------------------------------------- | ----------------------------------------- |
| |                                           |                                           |                                           |                                           |
| År |                                           |                                           | Folkmängd                                 | Areal (ha)                                |
| 1960 | 1960                                      |                                           | 4 774                                     |                                           |
| 1965 | 1965                                      |                                           | 5 425                                     |                                           |
| 1970 | 1970                                      |                                           | 5 878                                     |                                           |
| 1975 | 1975                                      |                                           | 6 713                                     |                                           |
| 1980 | 1980                                      |                                           | 6 806                                     |                                           |
| 1990 | 1990                                      |                                           | 7 584                                     | 1 067                                     |
| 1995 | 1995                                      |                                           | 7 151                                     | 814                                       |
| 2000 | 2000                                      |                                           | 6 984                                     | 814                                       |
| 2005 | 2005                                      |                                           | 6 911                                     | 814                                       |
| 2010 | 2010                                      |                                           | 7 065                                     | 824                                       |
| 2015 | 2015                                      |                                           | 7 147                                     | 850                                       |
| 2020 | 2020                                      |                                           | 6 842                                     | 699                                       |
| Anm.: Lund och Östanbäck utbrutna 1995 och åter inom tätorten 2015. Tätorten Överhärde och småorten Källbergs utbrutna 2015. Lund åter utbruten 2018. Backa, Gävle kommun uppgått i tätorten 2020 |                                           |                                           |                                           |                                           |

## Samhället
Strax väster om Valbo ligger Valbo köpcentrum, ett stort köpcentrum som funnits sedan 1970. Valbo hyser ett av Sveriges få whiskydestillerier, Mackmyra Svensk Whisky, som bildades 1999. I anslutning till Sofiedalskolan ligger Valbo sportcentrum där två fotbollsplaner, en hockeyrink, fyra tennisbanor samt en simhall finns tillgängliga för skolan och allmänheten.
I Sofiedal fanns tidigare en masugn.

## Infrastruktur
Söder om Valbo ligger motorvägen E16 som har 2 stycken av och påfarter i Valbo. I Valbo stannar även X-Trafiks buss nummer 1, 40, 41, 48, 91, 99, 141 och 241.

## Utbildning
- Sofiedalskolan ligger i centrala Valbo och har cirka 550 elever i förskoleklass, och grundskolans år 1-9.
- Ludvigsbergsskolan ligger i centrala Valbo och har knappt 400 elever i förskoleklass och grundskolans år 1-6.
- Alborga skola ligger på Heden och har ca 100 elever i förskoleklass till och med grundskolans år 3.

## Kända personer med anknytning till Valbo
- Nicklas Bäckström
- Andreas Dackell
- Erika Åberg
- Joa Elfsberg
- Sebastian Enterfeldt
- Ellinor Eriksson
- Peppe Femling
- Mattias Hugosson
- Magnus Lindqvist
- Jens Lööke
- Olof Mård
- Erik Martinsson